# Charette, Isère
Charette är en kommun i departementet Isère i regionen Auvergne-Rhône-Alpes i sydöstra Frankrike. Kommunen ligger i kantonen Morestel som tillhör arrondissementet La Tour-du-Pin. År 2022 hade Charette 435 invånare.

## Befolkningsutveckling
Antalet invånare i kommunen Charette
Referens:INSEE